# V-23
La  V-23  es una carretera de titularidad estatal, que comunica el término municipal de Sagunto y sus importantes zonas industriales con la  A-23 , la  A-7  y la  V-21 . También sirve como Acceso a Sagunto por el Sur desde Valencia conectando con la  N-340 , siendo esta carretera la base a partir de la cual se desdobló en el tramo Puzol-A-23 pero debido a que no tiene continuidad más allá de Sagunto se le llamó V-23 en lugar de A-7.

## Trazado
Esta autovía comienza en el nuevo nudo viario que forma la CV-3007 (la traza de la antigua  N-340 ) cerca de Puzol con la A-7 y la V-21. A partir de ahí, sigue recto durante 3 kilómetros, casi 4, hasta llegar al nudo con la A-23 (Autovía Mudéjar), cerca de Sagunto. Es aquí dónde se desvía a la derecha y prosigue su camino hacia el Puerto de Sagunto, en paralelo a los distintos polígonos industriales de Sagunto y del Puerto de Sagunto, donde finaliza su recorrido. Esta vía es transitada por tránsito pesado proveniente del Puerto y la zona industrial del Puerto de Sagunto.

## Carriles y desdoblamiento
Desde el nudo de la CV-3007 hasta llegar a la A-23 dispone de tres carriles para cada dirección.
Desde el nudo con la A-23 hasta el Puerto de Sagunto y las zonas industriales dispone de dos carriles para cada dirección.

## Salidas
| Número de salida | Nombre de salida                                       | Carretera que enlaza |
| ---------------- | ------------------------------------------------------ | -------------------- |
| 1                | Aeropuerto de Manises Puerto A-3 E-901 Madrid Alicante | A-7 E-15             |
| 3                | via de servicio                                        |                      |
| 4                | Sagunto                                                |                      |

| Número de salida | Nombre de salida                                       | Carretera que enlaza |
| ---------------- | ------------------------------------------------------ | -------------------- |
|                  |                                                        | CV-309 CV-320        |
| 4                | Sagunto                                                |                      |
| 3                | via de servicio                                        |                      |
| 1                | Aeropuerto de Manises Puerto A-3 E-901 Madrid Alicante | A-7 E-15             |

- Datos: Q3552850